# Родс (Айова)
Родс (англ. Rhodes) — місто (англ. city) в США, в окрузі Маршалл штату Айова. Населення — 271 особа (2020).

## Географія
Родс розташований за координатами 41°55′40″ пн. ш. 93°11′1″ зх. д. / 41.92778° пн. ш. 93.18361° зх. д. (41.927826, -93.183691).  За даними Бюро перепису населення США в 2010 році місто мало площу 2,63 км², уся площа — суходіл.

## Демографія
Згідно з переписом 2010 року, у місті мешкало 305 осіб у 126 домогосподарствах у складі 88 родин. Густота населення становила 116 осіб/км².  Було 138 помешкань (53/км²).
Расовий склад населення:
| - 96,7 % — білих - 0,3 % — корінних американців - 0,3 % — азіатів - 2,0 % — осіб інших рас |

До двох чи більше рас належало 0,7 %. Частка іспаномовних становила 2,3 % від усіх жителів.
За віковим діапазоном населення розподілялося таким чином: 23,6 % — особи молодші 18 років, 62,0 % — особи у віці 18—64 років, 14,4 % — особи у віці 65 років та старші. Медіана віку мешканця становила 41,1 року. На 100 осіб жіночої статі у місті припадало 103,3 чоловіків;  на 100 жінок у віці від 18 років та старших — 97,5 чоловіків також старших 18 років.
Середній дохід на одне домашнє господарство  становив 50 593 долари США (медіана — 45 000), а середній дохід на одну сім'ю — 54 924 долари (медіана — 48 750). Медіана доходів становила 40 833 долари для чоловіків та 25 833 долари для жінок. За межею бідності перебувало 15,3 % осіб, у тому числі 39,3 % дітей у віці до 18 років та 6,3 % осіб у віці 65 років та старших.
Цивільне працевлаштоване населення становило 150 осіб. Основні галузі зайнятості: виробництво — 24,0 %, освіта, охорона здоров'я та соціальна допомога — 18,7 %, роздрібна торгівля — 11,3 %, будівництво — 11,3 %.